# NGC 703
NGC 703 (również PGC 6957 lub UGC 1346) – galaktyka eliptyczna (E-S0), znajdująca się w gwiazdozbiorze Andromedy. Odkrył ją William Herschel 21 września 1786 roku. Należy do gromady galaktyk Abell 262.